# Autostazione di Bologna
L'Autostazione di Bologna è il principale terminal delle autolinee del trasporto pubblico locale bolognese e dei collegamenti nazionali e internazionali con pullman da turismo, situata in Piazza XX Settembre. Da dicembre del 2015 è aperta 24 ore al giorno per 365 giorni all'anno.

## Storia
Il progetto della Stazione Autocorriere, degli architetti Luigi Vignali e Luigi Riguzzi, risulta vincitore al concorso nazionale bandito nel 1956 e viene inaugurata nel 1967 dopo dieci anni di lavori. Il terminal delle autolinee è stato edificato sul sito della ex Caserma GIL o Casa del Balilla, danneggiato dai bombardamenti del '43, sostituendo così Piazza dei Martiri come capolinea delle corriere extraurbane. L'impianto è estremamente moderno ed innovativo per l'epoca e tutt'oggi è un tratto distintivo della città, posizionato vicino al Pincio della Montagnola e di fronte ai ruderi del Castello di Galliera.
Nel 2018 si svolgono presso i locali del primo piano le riprese della serie tv L'ispettore Coliandro.
Il 25 agosto del 2020 vengono allestiti all'interno dell'autostazione dall'Azienda USL di Bologna due punti per l'esecuzione di test sierologici e tamponi per il Coronavirus. Il 27 dicembre, con l'inizio della campagna di vaccinazione, i locali già in uso dall'AUSL vengono utilizzati allo scopo.

## Strutture e impianti

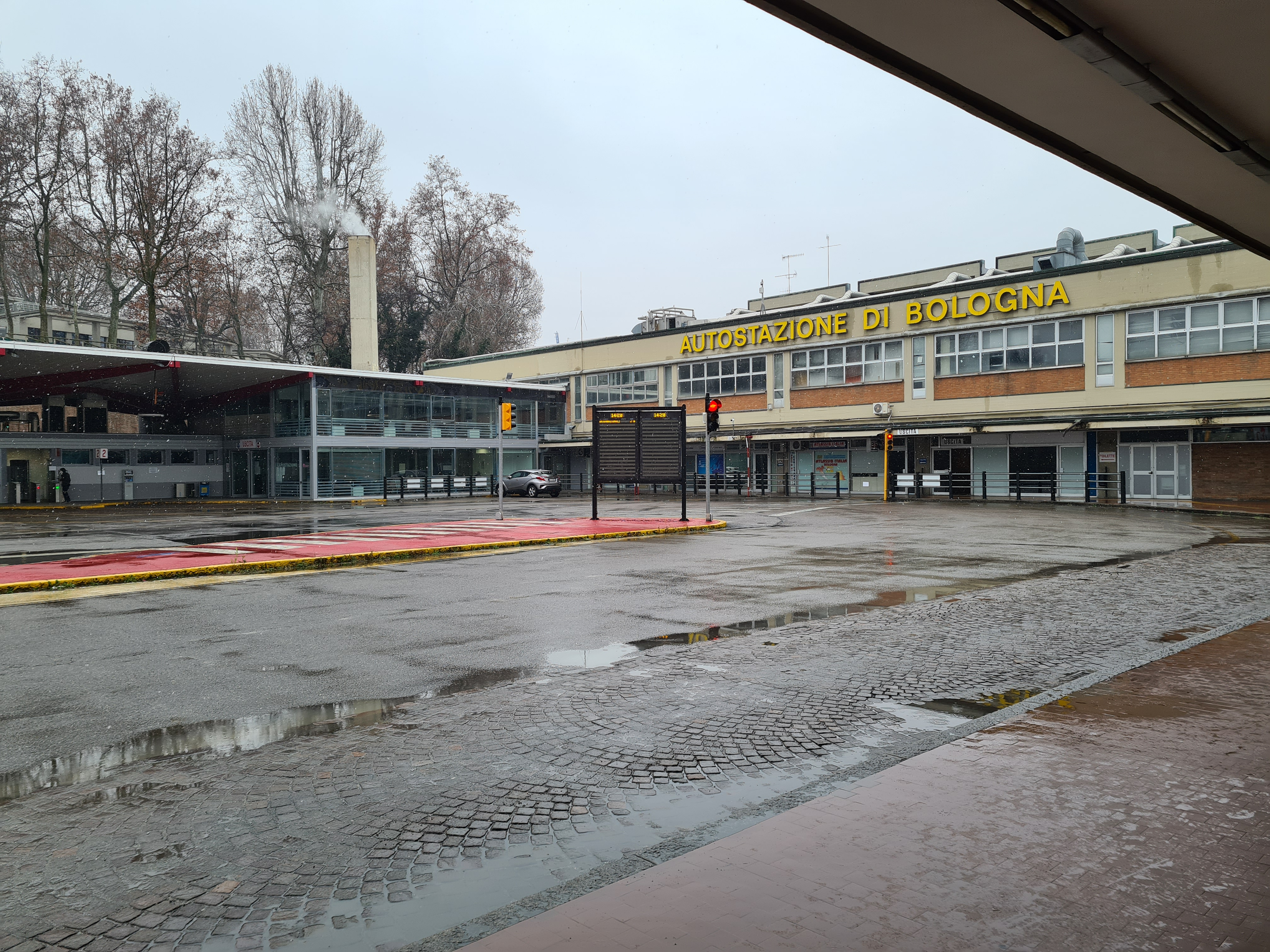
Facciata dell'edificio sul piazzale interno

L'Autostazione si trova a 300 metri dalla Stazione Centrale e si colloca al centro di una vasta rete di collegamenti nazionali e internazionali.
La struttura è tra le più grandi d'Europa, e la sua superficie complessiva è di 17.000 mq. Essa è composta dal piazzale autolinee, sotto cui si trova un ampio parcheggio sotterraneo; dall'edificio ospitante vari servizi tra cui biglietterie, bar e altre attività commerciali e un piazzale adibito a parcheggio antistante l'edificio.
L'Autostazione dispone di un marciapiede arrivi lungo 170 metri con 24 capolinea per le partenze, collegati da un marciapiede coperto da una pensilina metallica.

### Servizi
- Biglietterie
- Bar
- Distributori automatici di cibi e bevande
- Sala d'attesa
- Servizi igienici
- Servizio di deposito bagagli
- Negozi

Il sistema di movimento segnaletico è automatizzato e può regolare fino a 1.400 partenze giornaliere. Inoltre è presente un ufficio di gestione dell'impianto e del traffico, aperto 24 ore su 24.

## Traffico

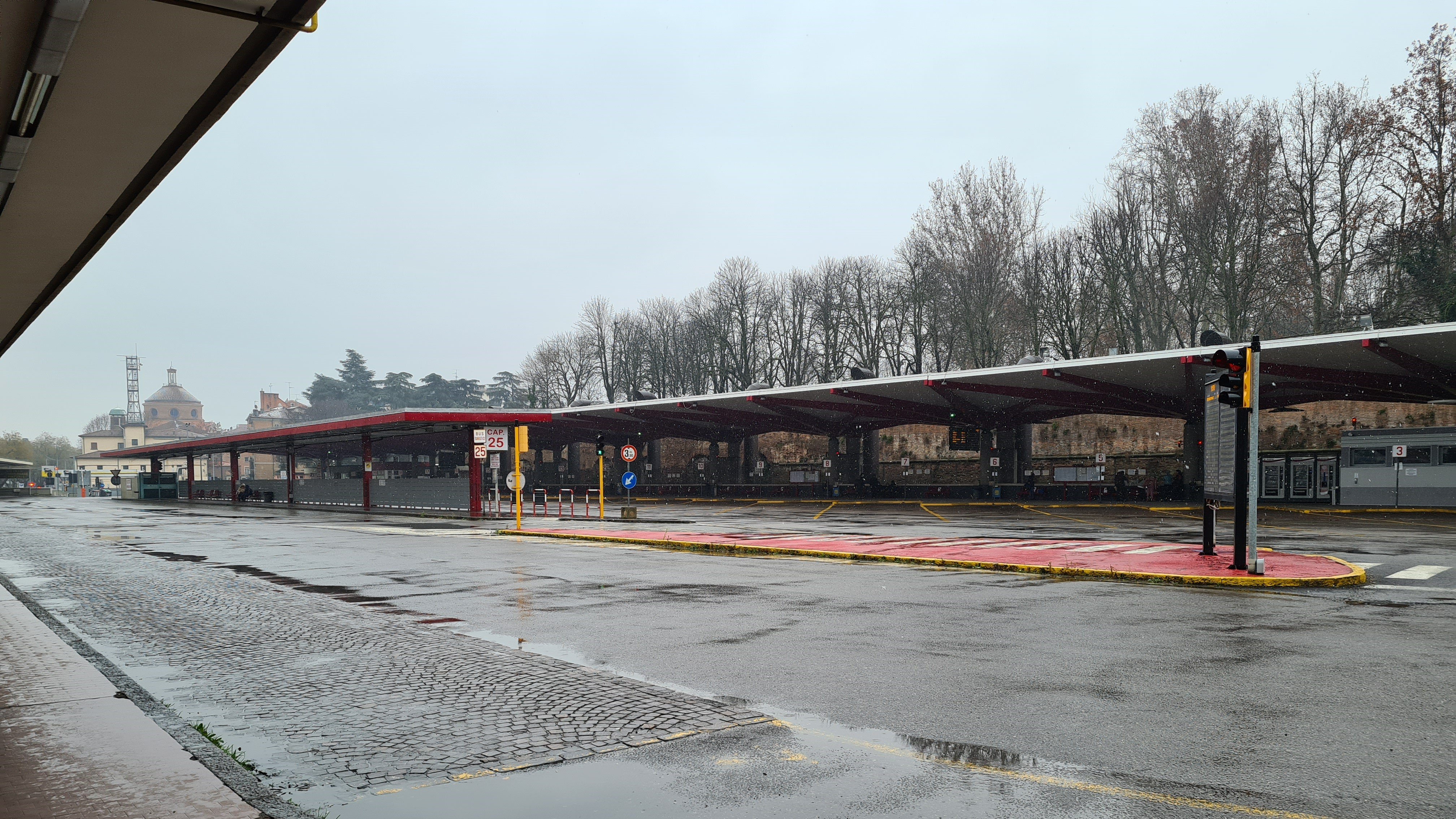
Piazzale interno

Dall'autostazione transitano più di 90.000 passeggeri alla settimana, con punte giornaliere di quasi 15.000 utenti.
All'interno dell'autostazione opera Trasporto Passeggeri Emilia-Romagna con collegamenti verso tutta la provincia di Bologna, oltre ad Autoguidovie ed altre compagnie minori.
Sui collegamenti nazionali e internazionali operano Flixbus, Itabus, Marino bus e altre compagnie per un numero totale di 44 operatori.
Inoltre l'autostazione svolge un ruolo importante per gli arrivi e le partenze dei pullman turistici, provenienti in egual misura dall'Italia e dall'estero.

### Interscambi
- Parcheggio
- Stazione di Bologna Centrale
- Fermata autobus TPER
- Stazione taxi

## Struttura societaria
La società di gestione della stazione autolinee (Autostazione di Bologna S.r.l.) nata nel 1961 è interamente a carattere pubblico.
Ripartizione del capitale sociale
- Comune di Bologna: 66,89%
- Città metropolitana di Bologna: 33,11%